# Muhammad Shah II

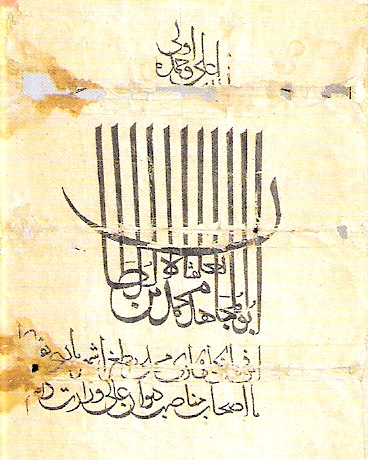
Muhammad Shah II

Muhammed Shah II, Muhammad Tughlaq eller Muhammad ibn Tughluq, var grundare av Tughluqdynastin, och sultan i Delhi mellan 1325 och 1351.
Under Muhammeds regeringstid stod Delhisultanatet på höjden av sin makt, och dess inflytande nådde långt ner på Deccan. Muhammeds våldsamma temperament och säregna regeringsstil orsakade dock redan tidigt uppror och oroligheter i riket, av vilka det mest allvarliga var uppkomsten av Vijayanagarriket i södra Indien. Vid Muhammed död hade även en självständig muslimsk stat, Bahmani, hunnit grundas i södern.